# Franciszek Lisowski
Franciszek Lisowski (ur. 1 października 1876 w Cieszanowie, zm. 4 czerwca 1939 w Tarnowie) – polski duchowny rzymskokatolicki, biskup pomocniczy lwowski w latach 1928–1933, biskup diecezjalny tarnowski w latach 1933–1939.

## Życiorys
Studia rozpoczął na Wydziale Prawa Uniwersytetu Lwowskiego, z których przeniósł się do seminarium. 19 sierpnia 1900 przyjął w Rzymie święcenia kapłańskie. Prowadził pracę duszpasterską w archidiecezji lwowskiej jako wikariusz w Złoczowie i Lwowie. Był profesorem i dziekanem Wydziału Teologicznego Uniwersytetu Lwowskiego (m.in. wybrany dziekanem Wydziału Teologicznego Uniwersytetu Lwowskiego na rok akademicki 1917/1918), a także rektorem Seminarium Duchownego we Lwowie.
20 lipca 1928 został mianowany biskupem pomocniczym archidiecezji lwowskiej ze stolicą tytularną Mariamme. Sakrę biskupią przyjął 7 października 1928. Sprawował funkcje wikariusza generalnego i kanonika kapituły metropolitalnej. Do 1933 był kierownikiem Katedry Teologii Dogmatycznej na Wydziale Teologicznym Uniwersytetu Jana Kazimierza we Lwowie. 27 stycznia 1933 został mianowany biskupem diecezjalnym diecezji tarnowskiej. Ingres do katedry tarnowskiej odbył 25 maja 1933. Jako biskup rozwinął działalność charytatywną i oświatową, zorganizował kongres eucharystyczny i synod diecezjalny w 1938, erygował kilka nowych parafii.
3 czerwca 1939 zasłabł podczas mszy świętej, po czym zmarł następnego dnia. Został pochowany na cmentarzu w Tarnowie-Krzyżu.

## Odznaczenie
Postanowieniem prezydenta RP Ignacego Mościckiego z 11 listopada 1936 został odznaczony Krzyżem Komandorskim Orderu Odrodzenia Polski.